# Iván Marcano Sierra
Iván Marcano Sierra (Santander, Espanya, 23 de juny de 1987), és un futbolista càntabre. La seva posició natural és la de defensa i pot jugar de lateral esquerre. El seu actual equip és el FC Porto.

## Trajectòria
Marcano s'incorporà a les seccions inferiors del Racing de Santander l'any 1997. Debutà en Primera Divisió el 30 de setembre de 2007, davant l'Almería, en l'Estadi de los Juegos Mediterráneos. En aquest partit, precisament, es va lesionar però el seu equip acabà guanyant 0-1.
Va reaparèixer en la Copa del Rei el 9 de gener de 2008 en La Romareda, davant el Saragossa.
El partit de Lliga davant el Getafe CF arribà a jugar de porter després de l'expulsió del porter del Racing, Toño, solventant notablement dos ocasions en el mà a mà.
La temporada 2008/09 disputà els seus minuts en Europa a la Copa de la UEFA amb el club santanderí. En aquesta mateixa temporada es consolida com a titular i com un dels grans valors de l'equip, bé de defensa central com de lateral esquerre.
Marcà el seu primer gol en Lliga el 28 de setembre de 2008 en el partit contra el RCD Mallorca en el Sardinero.
El 2 de juliol de 2009 fitxà pel Vila-real Club de Futbol, on firmà un contracte per 6 temporades. Tot i això, després d'una primera fluixa primera campanya amb l'equip groguet és cedit al Getafe CF equip que jugarà la Copa de la UEFA.
La temporada 2011/12 marxa cedit a l'Olympiakos FC de la Lliga grega de futbol

## Selecció espanyola
Iván Marcano debutà amb la Selecció espanyola de futbol sub-21, el 22 de juny de 2009, contra la selecció de Finlàndia, a l'Eurocopa sub-21 disputada a Suècia, amb resultat a favor d'Espanya per 2-0.